# Helina signatipennis
Helina signatipennis är en tvåvingeart som först beskrevs av Wulp 1896.  Helina signatipennis ingår i släktet Helina och familjen husflugor. Inga underarter finns listade i Catalogue of Life.